# Вирізування другого стовбура

Схема технології вирізання другого стовбура з клином-відхилювачем (віпстоком)
1 — спуск і установка клина-відхилювача; 2 — вирізання вікна першим райбером; 3 — завершення робіт з вирізання вікна; 4 — буріння горизонтальної ділянки

Вирізування другого стовбура (рос.зарезка второго ствола; англ. beginning of directional drilling of second slant hole, side-tracking; нім. Ausschneiden n der zweiten Säule f) — початок буріння у стовбурі свердловини другого похило-скерованого стовбура.